# Bataille de Tchernobyl
Ne doit pas être confondu avec la bataille de Czarnobyl (aujourd'hui Tchernobyl) de 1920.
Pour un article plus général, voir Offensive de Kiev.
Invasion de l'Ukraine par la Russie de 2022
Batailles
Offensive de Kiev (Jytomyr, Kiev) : 
- 1re Hostomel
- Tchernobyl
- Ivankiv
- Kiev
- 2e Hostomel
- Vassylkiv
- Boutcha
- Irpin
  - Bombardement de réfugiés
- Jytomyr
- Mochtchoun
- Makariv
- Brovary

Offensive du Nord (Tchernihiv, Soumy) :
- Hloukhiv
- Slavoutytch
- Bombardements
- Soumy
- Trostianets
- Tchernihiv
- Okhtyrka
- Lebedyn
- Konotop
- Romny
- Desna
- Escarmouches frontalières

Russie  (Briansk, Belgorod) :
- Incursions en Russie occidentale
  - Oblast de Briansk
  - Oblasts de Belgorod et de Koursk
    - Incursions de 2024

  - Bombardement de Belgorod
- Oblast de Koursk (août 2024)

Campagne de l'Est (Donetsk, Louhansk, Kharkiv)
Kharkiv :
- 1re Kharkiv
  - Tchouhouïv
  - Bombardements : en février
  - en mars
  - en avril
  - du bâtiment administratif
- Izioum
- 2e Kharkiv
  - Balaklia
  - 1re Koupiansk
  - Chevtchenkove
- 3e Kharkiv

Nord du Donbass:
- Starobilsk
- Sloviansk
  - Dovhenke
  - 1re Lyman
  - Sviatohirsk
  - Bohorodychne et Krasnopillia
  - Bombardements : Bilohorivka
  - Kramatorsk
- Sievierodonetsk
  - Kreminna
  - Donets
  - Roubijné
  - Popasna
  - Tochkivka
  - Massacre
- Lyssytchansk
- 2e Kharkiv
  - Balaklia
  - 1re Koupiansk
  - Chevtchenkove
  - 2e Lyman
- Oblast de Louhansk
  - Ligne Svatove-Kreminna
  - Serebryansky
  - 2e Koupiansk

 Centre du Donbass:
- Horlivka
- Popasna
- Svitlodarsk
- Bakhmout
  - Soledar
- Siversk
- Tchassiv Iar
- Toretsk

Sud du Donbass :
- Volnovakha
- Marioupol
  - Bombardements : de l'hôpital
  - du théâtre
  - de l'école d'art
- Pisky
- Vouhledar
  - Pavlivka
- Marïnka
- Contre-offensive de 2023
- Avdiïvka
- Novomykhaïlivka
- Pokrovsk
  - Krasnohorivka
  - Toretsk
- Bombardements :
- Makiïvka
- Donetsk

Campagne du Sud (Mykolaïv, Kherson, Zaporijjia)
- 1re Kherson
- Odessa
- Melitopol
- Mykolaïv
  - Bombardements : à fragmentation
  - du bâtiment administratif
- 1re Berdiansk
- Zaporijjia
- Tchornobaïvka
- Enerhodar
- Voznessensk
- Houliaïpole
- Davydiv Brid
- 2e Berdiansk
- Nova Kakhovka
- 2e Kherson
  - Doudtchany
- Dniepr
- Tchoulakivka
- Contre-offensive de 2023
  - Robotyne

Frappes aériennes dans l'Ouest et le Centre de l'Ukraine
- Lviv (02/2022)
- Vinnytsia (03/2022)
- Yavoriv (03/2022)
- Deliatyne (03/2022)
- Dnipro

Guerre navale
- Île des Serpents (02/2022)
- Moskva (04/2022)

Attaques en Crimée
- Novofedorivka (08/2022)
- Djankoï (08/2022)
- Pont de Crimée (10/2022)
- Base navale de Sébastopol (10/2022)
- Pont de Crimée (07/2023)
- Base navale de Sébastopol (09/2023)

Débordement
- Aéroport de Millerovo
- Sabotages en Russie
- Attaques en Transnistrie
- Sabotage des gazoducs Nord Stream
- Terrain d'entraînement militaire de Soloti
- Explosions en Pologne
- Bases aériennes de Dyagilevo et Engels-2
- Base aérienne de Minsk-Matchoulichtchi
- Crise russo-moldave de 2023
  - Accusations de tentative de coup d'État en Moldavie
- Incident de drone de 2023 en mer Noire
- Rébellion du groupe Wagner

Massacres
- Tchernihiv
- Boutcha
- Borodianka
- Olenivka
- Izioum

La bataille de Tchernobyl est un affrontement militaire s'étant déroulé le 24 février 2022 au début de l'invasion russe de l'Ukraine.  
Elle oppose les Forces armées de la fédération de Russie à celles de l'Ukraine pour le contrôle de la zone d'exclusion de Tchernobyl (comprenant la ville et la centrale nucléaire du même nom) et se solde par la victoire des premières au bout de trois heures de combats.

## Contexte
En 1986, la catastrophe nucléaire de Tchernobyl provoque une contamination radioactive telle qu'une zone d'exclusion de 30 km est instaurée autour de la centrale. Depuis l'éclatement de l'URSS et l'indépendance de l'Ukraine, le 24 août 1991, l'Ukraine se charge de la sécurité de la zone de Tchernobyl.
La ville de Tchernobyl est abandonnée après la catastrophe nucléaire de 1986. Cependant, depuis la mise en place du sarcophage (dispositif de confinement) quelques personnes sont retournées y vivre. Certains bâtiments ont été décontaminés pour y loger les ouvriers de la centrale nucléaire et d'autres sont construits selon des règles de sécurité bien spécifiques. La ville compte environ 800 habitants à la fin des années 2010.
Prypiat est une ville construite dans les années 1970 pour loger les employés de la centrale nucléaire. Sa population, de près de 50 000 habitants, est entièrement évacuée à la suite de la catastrophe et Prypiat devient une ville fantôme.
L'invasion de l'Ukraine par la Russie de 2022 est une opération militaire déclenchée le 24 février 2022, sur ordre du président russe Vladimir Poutine. La campagne militaire, dans le cadre du conflit russo-ukrainien en cours depuis 2013, est l'aboutissement d'une montée progressive des tensions débutée en 2021.
Les Forces armées russes font une incursion dans la région du Donbass, dans l'est de l'Ukraine, le 21 février 2022, avant une offensive aérienne, maritime et terrestre sur l'ensemble du territoire ukrainien le 24 février.

## Déroulement de la bataille

### Opération militaire
Le 24 février 2022, la Russie envahit l'Ukraine et engage l'offensive de Kiev, qui a pour objectif de prendre le contrôle de la capitale ukrainienne. Au nord-ouest de la ville, les Forces armées russes traversent la frontière depuis la Biélorussie, État allié dans lequel ont été positionnées des troupes en préparation de l'invasion. Elles pénètrent dans l'oblast de Kiev, et se dirigent immédiatement vers Tchernobyl.
Dans l'après-midi, le gouvernement ukrainien annonce que les forces russes ont lancé une attaque pour s'emparer de la zone d'exclusion de Tchernobyl.
À la fin de la journée, le gouvernement ukrainien annonce que les forces russes ont pris Tchernobyl et Prypiat. Le président ukrainien Volodymyr Zelensky qualifie la prise de la zone par la Russie de « déclaration de guerre contre toute l'Europe ».
Le lendemain, la Russie confirme que ses troupes aéroportées ont pris le contrôle de la zone de Tchernobyl.

### Conséquences immédiates
Intervenue au premier jour de l'invasion de l'Ukraine, la bataille de Tchernobyl a un retentissement international et donne lieu à de nombreuses analyses et spéculations.
La prise de Tchernobyl n'est pas un objectif en soi pour la Russie, mais d'abord une étape en vue de l'occupation complète de l'Ukraine, et surtout de la prise de sa capitale, Kiev. En effet, Tchernobyl est située à proximité immédiate de la frontière biélorusse et sur l'une des routes principales menant à Kiev, l'objectif principal de la Russie dans l'offensive de Kiev. De plus, Tchernobyl est située sur la rive droite du Dnipro, ce qui permet de rejoindre l'ouest de Kiev en évitant sa traversée.
La radioactivité, toujours présente sur le site, fait craindre des risques pour la santé et l'environnement, qui pourraient causer des dommages accidentels ou volontaires. Le 25 février, lendemain de la bataille, les autorités ukrainiennes annoncent qu'elles ont relevé une augmentation de la radioactivité ambiante dans la zone d'exclusion, qui a été multipliée par 20 par rapport à son niveau habituel. Elles soulignent le danger que l'invasion russe pourrait faire courir aux personnes. Mykhaïlo Podoliak, conseiller du Bureau du Président de l'Ukraine, déclare que « l'état de l'ancienne centrale nucléaire de Tchernobyl, le confinement et les installations de stockage des déchets nucléaires sont inconnus ».
L'Agence internationale de l'énergie atomique (AIEA) précise le même jour qu'il n'y a « ni pertes ni destruction sur le site industriel »,. L'augmentation de la radioactivité dans la zone est confirmée. Elle a été causée par le passage des véhicules militaires, qui ont soulevé des nuages de poussière contaminée. Celui-ci ne constituerait pas un danger pour le public.
À la suite de la prise de la zone d'exclusion par la Russie, le gouvernement des États-Unis annonce « des rapports crédibles selon lesquels les soldats russes détiennent actuellement le personnel des installations de Tchernobyl en otage ». Le gouvernement ukrainien affirme que 92 personnes employées dans la centrale sont retenues.

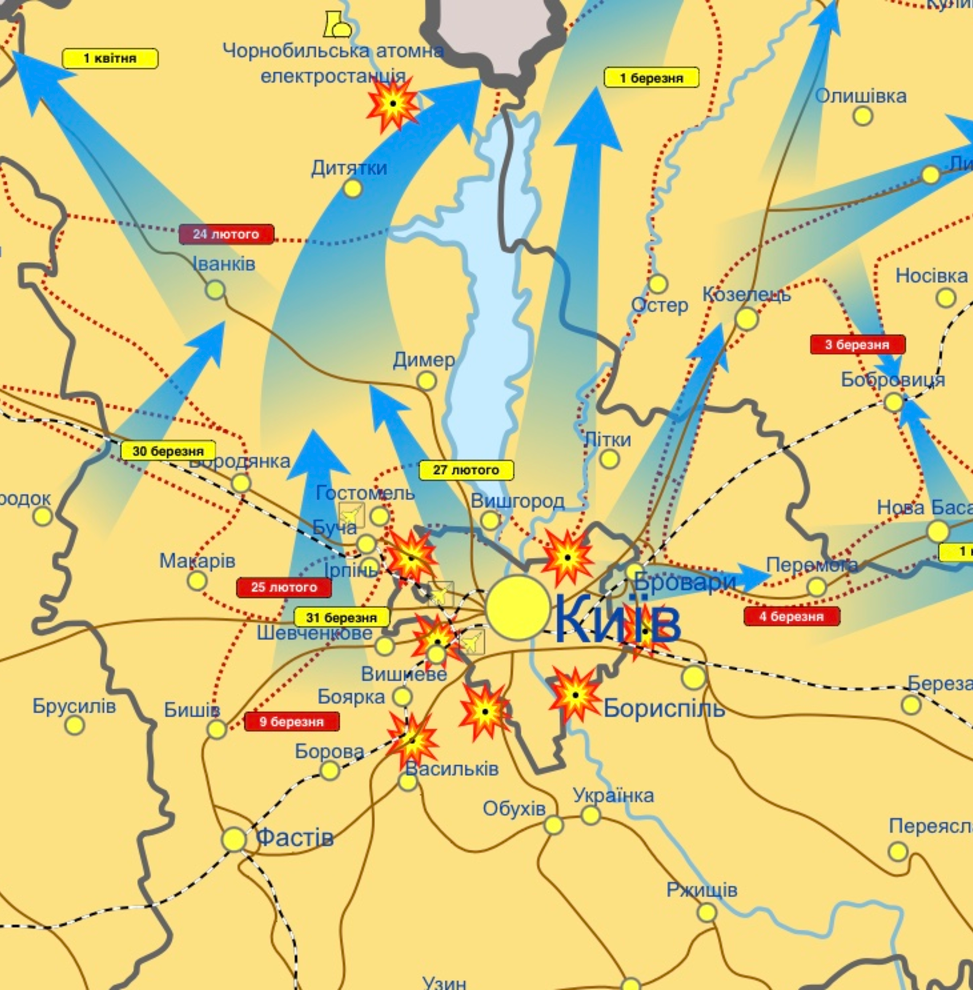
Poursuite de l'offensive de Kiev le 25 février 2022

Les troupes russes poursuivent leur route vers le sud en direction de Kiev.

### Contrôle du site de Tchernobyl par la Russie
Le 26 février, le ministère russe de la Défense publie des images filmées de la centrale nucléaire, montrant des soldats russes patrouillant à pied et un char stationné.
Les employés présents à Tchernobyl sont contraints par l'occupant russe de rester sur place et de poursuivre leurs activités. Il s'agit d'une centaine d'employés de la centrale nucléaire et environ 200 gardiens de la sécurité du site. Peu d'informations sont communiquées vers l'extérieur. Selon des journalistes étrangers, la situation est calme, mais les employés sont soumis à des conditions difficiles, caractérisées par le stress et un accès limité à la nourriture et aux médicaments. Ils passent les nuits dans des dortoirs provisoires, car ils sont empêchés de rentrer chez eux à Slavoutytch.
Après deux semaines d'occupation, la question se pose de la rotation des employés, car les personnes retenues prisonnières risquent un épuisement physique et psychologique. Des discussions ont lieu entre les autorités russes et ukrainiennes sous l'égide de l'Agence internationale de l'énergie atomique (AIEA) afin de procéder à un échange de personnel, au motif que la situation engendre des risques pour la sécurité de la centrale.
Le 8 mars, l'AIEA annonce qu'elle ne reçoit plus les données de surveillance de la centrale nucléaire. Le lendemain 9 mars, l'opérateur ukrainien Ukrenergo annonce que la centrale et de ses équipements de sécurité sont coupés du réseau électrique. Elle dispose de générateurs de secours que les réserves de carburant permettent de faire fonctionner pendant 48 heures. Or l'alimentation électrique est nécessaire pour assurer le refroidissement de l'eau des piscine de stockage des combustibles usés. L'évènement redouté serait que l'eau radioactive s'évapore et laisse à l'air libre les assemblages de combustibles usés. Mais selon l'AIEA, la situation ne constitue pas un danger immédiat, car l'activité actuelle des combustibles radioactifs stockés permet de garantir que l'eau dans laquelle ils sont immergés ne s'évapore pas à court terme. L'incident ravive néanmoins les inquiétudes inhérentes à la sûreté des installations nucléaires avec notamment la perte de transmission des données de surveillance de la centrale.
Le 10 mars, le directeur général de l'AIEA, Rafael Grossi, rencontre séparément les ministres des Affaires étrangères respectifs de l'Ukraine et de la Russie, Dmytro Kuleba et Serguei Lavrov, à Antalya en Turquie, en marge des négociations diplomatiques engagées entre les deux pays, pour évoquer la situation de la centrale nucléaire de Tchernobyl,.
Le lendemain, les autorités russes font savoir qu'elles ont rétabli l'alimentation électrique de la centrale avec l'aide de spécialistes biélorusses, ce que contestent les autorités ukrainiennes, qui soutiennent par ailleurs que leurs équipes techniques ont été empêchées d'accéder à la centrale. L'AIEA n'est pas en mesure de se prononcer. Les deux belligérants s'accusent mutuellement de fomenter des actes de terrorisme nucléaire.
Le 12 mars, l'AIEA fait savoir que du carburant a été livré la veille à la centrale afin d'alimenter les générateurs de secours, tandis que les réparations de l'alimentation électrique se poursuit. En revanche, les 211 membres du personnel n'ont toujours pas été remplacés.
Le 13 mars, l'entreprise publique ukrainienne Ukrenergo annonce avoir rétabli l'alimentation électrique de la centrale.
Dès le lendemain 14 mars, l'alimentation électrique de la centrale de Tchernobyl est à nouveau endommagée, puis remise en service le 15 mars, selon l'entreprise publique ukrainienne Ukrenergo.

### Retraite russe
Le 29 mars, le gouvernement ukrainien annonce que les Russes quittent la centrale nucléaire de Tchernobyl après la retraite russe de l'offensive de Kiev. L'armée ukrainienne réinvestit le site de Tchernobyl au début du mois d'avril.
Les témoignages des travailleurs ukrainiens restés sur le site de Tchernobyl ont commencé à être publiés à la fin de l'occupation russe. Ils rapportent entre autres que l'armée russe aurait, durant sa retraite, pris en otage des membres de la garde nationale ukrainienne pour les amener en Russie. Les travailleurs locaux ont également affirmé que les soldats russes se déplaçaient sans combinaisons de protection dans la zone de la forêt rousse, une zone fortement radioactive. Le 31 mars 2022, un membre ukrainien du conseil de l'agence d'état ukrainienne pour la gestion des zones d'exclusion a affirmé sur sa page Facebook que les troupes russes étaient régulièrement rapatriées de la zone d'exclusion entourant Tchernobyl vers Gomel en Biélorussie pour des soins liés à des irradiations, notamment après avoir creusé des tranchées dans la forêt rousse. Au moins un membre des forces armées russes serait mort des conséquences d'une irradiation.
Le 6 avril, un drone ukrainien filme ce qui apparait être des tranchées creusées par l'armée russe, ce qui confirmerait les témoignages des travailleurs du site.